# Tim Pieters
Tim Pieters (Utrecht, 3 september 2001) is een Nederlands voetballer die als aanvaller voor USV Hercules speelt.

## Carrière
Tim Pieters speelde in de jeugd van USV Hercules en FC Utrecht. In 2016 keerde hij terug naar USV Hercules om zich te kunnen focussen op zijn opleiding. Hij debuteerde in 2020 in het eerste elftal van USV Hercules in de Derde divisie Zondag. In 2020 keerde hij na een proefperiode alsnog terug bij FC Utrecht, waar hij een contract tot medio 2021 tekende. Hij debuteerde voor Jong FC Utrecht in de Eerste divisie op 28 augustus 2020, in de met 1–2 verloren thuiswedstrijd tegen FC Eindhoven. Hij begon in de basis en scoorde in de 53e minuut de 1–1. Hij verkoos zijn rechtenstudie boven het profvoetbal en vertrok in de zomer van 2021 bij Jong FC Utrecht.
Pieters keerde hierop terug bij zijn oude club USV Hercules. In zijn eerste drie seizoenen sinds zijn terugkeer bij Hercules was het hem alleen gelukt om te scoren in de voorrondes van de KNVB Beker, maar op 21 december 2023 wist hij eindelijk te scoren in het hoofdtoernooi. Hij deed dit zelfs twee keer. In de wedstrijd in De Galgenwaard in Utrecht kwam Ajax op bezoek en Pieters wist zowel de 1–0 als de 2–0 te maken. Hercules wist de wedstrijd uiteindelijk met 3–2 te winnen, waardoor de grote bekerstunt compleet was.

### Statistieken
| Seizoen        | Club            | Land           | Competitie         | Competitie | Competitie | Beker | Beker | Overig | Overig | Totaal | Totaal |
| Seizoen        | Club            | Land           | Competitie         | Wed.       | Dlp.       | Wed.  | Dlp.  | Wed.   | Dlp.   | Wed.   | Dlp.   |
| -------------- | --------------- | -------------- | ------------------ | ---------- | ---------- | ----- | ----- | ------ | ------ | ------ | ------ |
| 2019/20        | USV Hercules    | Nederland      | Derde divisie Zon. | 6          | 1          | 0     | 0     | –      | –      | 6      | 1      |
| 2020/21        | Jong FC Utrecht | Nederland      | Eerste divisie     | 31         | 5          | –     | –     | –      | –      | 31     | 5      |
| 2021/22        | USV Hercules    | Nederland      | Derde divisie Zon. | 30         | 11         | 1     | 0     | 2      | 1      | 33     | 12     |
| 2022/23        | USV Hercules    | Nederland      | Derde divisie Zon. | 22         | 5          | 2     | 0     | 4      | 3      | 28     | 8      |
| 2023/24        | USV Hercules    | Nederland      | Derde divisie Zon. | 17         | 1          | 4     | 3     | 0      | 0      | 21     | 4      |
| Carrièretotaal | Carrièretotaal  | Carrièretotaal | Carrièretotaal     | 106        | 23         | 7     | 3     | 6      | 4      | 117    | 30     |

Bijgewerkt op 22 december 2023